# Juliana, ¡qué mala eres!
Juliana, ¡qué mala eres! fue una telenovela colombiana emitida en dicho país realizada por Teleset para el Canal Caracol entre 1999.

## Biografía
Juliana sabía que esta vez estaba perdida irremediablemente. De la noche a la mañana la mujer pasaba de ser una comerciante promedio que bien o mal había logrado crear una pequeña pero sólida estabilidad para convertirse en una estafadora y muy pronto en una fugitiva. Juliana no tenía más remedio, debía poner a salvo lo poco que le quedaba y buscar el rincón más perdido del país para ponerse a salvo del escándalo que se avecinaba. Su carrera de desaciertos había comenzado muchos años atrás cuando prefirió sacrificar el amor de un hombre, a quien también se había acercado por interés, para dejarse tentar por el soborno frío del padre del muchacho a quien no le interesaba que su hijo se enredara con una mujer en la que ya se veían los rasgos de un carácter díscolo y aventurero. Juliana había conocido a Ángel en el internado donde el buen corazón de la señora Teresa Mallarino, dueña del colegio, la había acogido después de perder a sus padres en un incidente que no recordaba o no quería recordar por su carácter violento y traumático. Al comienzo fueron los inocentes robos de comida para complementar los modestos menús del comedor estudiantil, luego las feroces batallas por establecer las jerarquías entre las internas y por último, ya llegando a la adolescencia, los amores secretos y las escapadas nocturnas para verse con el pretendiente de turno.

## Elenco
- Mónica Franco como Juliana.
- Danilo Santos como Antonio.
- Jairo Camargo como Angel.
- Andrea Guzmán como Rubi.
- Andrés Martínez como Arbeláez.
- Victor Cifuentes como Mahecha.
- Jorge Arturo Pérez como Claudio.
- Martha Osorio como Perla.
- Henry Castillo como Ernesto.
- Aura Helena Prada como Luisa.
- Natalia Betancurt como Mónica.
- Fernando Solórzano como Jesús.
- Álvaro Bayona como Emiliano.
- Diego Vélez como Navas.
- Álvaro Castillo como Gustavo.
- Harold Córdoba como Gonzaléz.